# Folkskola
Folkskola är en typ av grundskola som funnits i vissa länder. Den har varit den elementära och allmänna skolan, som gett baskunskaper i olika ämnen, i motsats till tidigare skolformer, som i allmänhet var förbehållna eliten och enstaka frielever.

## Folkskola i världen

### Danmark
I Danmark heter den allmänna skolan för barn fortfarande folkeskole. Före 1899 kallades den Almueskolen.

### Finland
Intresset för folkskolan väcktes i Finland på 1840-talet. En livlig debatt fördes då i pressen, bl.a. av J.V. Snellman. På 1850-talet framträdde Anders Svedberg som banbrytare för folkskolan i Svenska Österbotten.
Finland fick en 4-årig folkskola från och med år 1866. I mars 1856 hade Alexander II förelagt officiellt senaten en proposition om "huruledes organisationen av skolor för folkbildningen inom kommunerna på landet må underlättas". Senaten utsåg 1858 Uno Cygnaeus att som statsstipendiat företa en studieresa för att göra sig bekant med folkbildningen utomlands. Cygnaeus avgav 1861 ett förslag rörande folkskolans organisation i Finland, som låg till grund för den folkskoleförordning som utfärdades 1866. Någon småskola eller lägre folkskola tillkom dock inte, utan barnen skulle i hemmen lära sig de första grunderna i läsning och kristendom, innan de kom till skolan.
År 1886, tjugo år efter folkskoleförordningens utfärdande, fanns det fortfarande hundra landsbygdskommuner i Finland som inte hade någon folkskola. 1901 fanns det bara sju av dem. Läsåret 1900−1901 gick 34 procent av landsbygdens barn i skolåldern i folkskolan. Tio år senare var andelen 51 procent och när skolplikten trädde i kraft var den 68 procent.
År 1898 utfärdades en förordning om distriktsindelning, varigenom varje kommun blev skyldig att indela sitt område i skoldistrikt, där varje barn skulle kunna komma i åtnjutande av folkskolundervisning på modersmålet.
Läropliktslagen av 1921, genom vilken folkskolgång gjordes obligatorisk, korrigerade slutligen den brist som från början hade kännetecknat Cygnaeus folkskola, nämligen avsaknaden av en förberedande undervisning.
Under 1920- och 30-talet kompletterades folkskolförfattningarna ett flertal gånger. Efter andra världskriget började krav på en genomgripande reform av skolsystemet göra sig gällande, vilket slutligen på 1970-talet ledde till införandet av grundskola.
Finland införde 1943 som första land i världen obligatorisk avgiftsfri skolmåltid inom ramen för folkskolan, där hälso- och tandvården utbyggdes till en omfattande verksamhet (elevvård).
Fram till 1950-talet var det vanligt på den finska landsbygden att läraren i en liten skola bodde i skolbyggnaden.
I Finland övervägdes införandet av en nioårig grundskola allvarligt 1948 och 1959, men 
till exempel på grund av motstånd från vissa läroverklärare och högerpolitiker dröjde det fram till 1970-talet. Huvuddesignern för reformen var Reino Oittinen.
År 1958 blev folkskolelagen reviderad. Till exempel skapades den tvååriga medborgarskolan, som var obligatorisk för sådana, som inte gick något läroverk. Medborgarskolan var en mycket korttidig skola: den skapades år 1958 och avskaffades 1977.
I Finland undervisades till en början vanligtvis inga främmande språk i folkskolorna. Före 1964 undervisades främmande språk endast i sällsynta undantagsfall, mestadels i storstäder, och språket som lärdes ut då var vanligtvis svenska eller tyska snarare än engelska. År 1964 ändrades folskollagen så att alla folkskolorna kunde undervisa i ett eller två främmande språk (om skolan lärde ut två främmande språk, då behövde ett av dem vara det andra inhemska språket, som för stora majoriteten var svenska)
Till exempel ökade den obligatoriska naturvetenskapliga utbildningen för alla. Tvärtemot utbildningsexperternas uppfattning infördes en absolut skyldighet för finsktalande att lära sig svenska (se obligatorisk svenskundervisning i Finland). Enligt utbildningsexperter borde lära sig engelska, inte svenska, ha gjorts absolut obligatoriskt.
Befattningarna som folkskoleinspektörer avskaffades. Deras sista innehavare fick lön på indragningstat.
Den egentliga folkskolan var slutligen 6-årig och medborgarskolan 2-årig (alternativt 7 + 1 år), men folkskolan kunde från 1962 utvidgas till 9-årig genom att man till medborgarskolan fogade en tredje årsklass. Undervisningen, läroböckerna och skolmaterielen var gratis.
Folkskolan upplöstes etappvis under perioden 1972-77, då övergången till grundskola skedde, men fullt färdigt blev det nya skolsystemet i 1981. Vid höstterminens ingång 1977 hade folkskolan indragits och grundskolan införts i hela landet. Reformen byggde till stor del på svensk modell, men finska grundskolor var influerade av engelska skolor som inte fanns i svenska grundskolor.

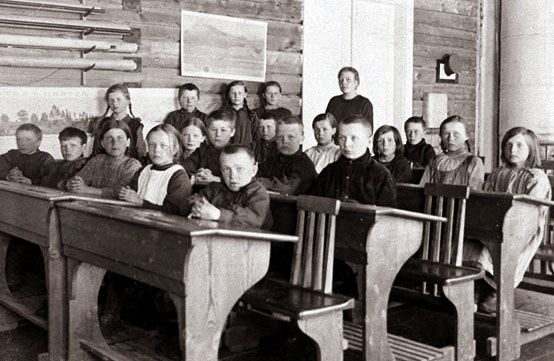
Finska folkskolbarn på 1920-talet.

### Norge
I Norge kom den första skollagen 1739, genom en kunglig förordning, varje socken och stad skulle ha en skolkommission med fyra ledamöter. Allmän skola (almueskolen) skulle hållas för såväl läsning, skrivning och matematik (Christendoms Grund, samt i Læsen, Skriven og Reignen). 1889 ändrades namnet till folkeskole, och blev 7-årig . Alla barn som fyllt sju år senast den 1 augusti började skolan några veckor senare samma år, de andra fick vänta ett år till. Under 1970-talet och 1980-talet ersattes skolformen folkeskole av grunnskole.

### Sverige
Folkskola var en äldre skolform i Sverige vilken existerade åren 1842–1972. 1842 beslutade Sveriges riksdag om att allmän folkskola skulle införas, varvid det krävdes av alla Sveriges socknar på landsbygden och församlingar i städerna att de inom fem år skulle ordna skollokaler och anställa lärare. Skolor för barn fanns emellertid långt tidigare på många håll i landet. Genom folkskolestadgan blev inrättande av folkskola obligatoriskt för socknarna. Bland ämnena fanns läsning, räkning, skrivning, kristendomskunskap, teckning, geografi, historia och gymnastik med lek och idrott. Genom kyrkans undervisning kunde huvuddelen av befolkningen emellertid läsa redan i början av 1700-talet. Läskunnigheten kontrollerades då vid de så kallade husförhören. I många skolor fanns även badkar för att barnen skulle lära sig vikten av hygien i en tid då sjukdomar fortfarande grasserade. Folkskolan utvecklades också med åren. Bland annat gjorde man utflykter och skolresor, hade slöjd och började så småningom även läsa tyska, som efter andra världskriget byttes ut mot engelska.
Folkskolan var den skola som de flesta svenskar gick i, en mindre andel kunde sedan gå vidare till läroverk. Att gå i läroverket kostade pengar och bara de mer väl bemedlade hade råd att gå där. Fattigare barn fick dock ibland friplatser.
Lärarna i folkskolan kallades folkskollärare och var klasslärare som utbildades vid folkskoleseminarier. År 1858 infördes småskola som benämning på folkskolans klass 1 och 2. I småskolan undervisade småskollärare, som också var klasslärare och som utbildades vid så kallade småskoleseminarier. Från 1930-talet började på vissa håll även klass 3 ingå i småskolan. Slöjd var ett av få ämnen där man hade ämneslärare i folkskolan.
1878 års stadga föreskrev sexårig folkskola med utbildning i tolv ämnen, men det fanns även klass 7 och klass 8, vilka var frivilliga. De brukade kallas fortsättningsskola och fick från 1877 statsbidrag.
1919 infördes en ny undervisningsplan för folkskolan (UPL 1919), som bland annat avskaffade katekesen inom kristendomsundervisningen.
Antalet skolår ökades med tiden i och med det svenska samhällets utveckling och ökade krav, på 1930-talet blev skolplikten sjuårig och på 1950-talet utökades skolplikten från sju år till åtta år.
1955 fick folkskolan en ny undervisningsplan, U-55. Då var den sedan några år tillbaka en skolform på tillbakagång. Under 1940-talet inleddes nämligen ett utredningsarbete som blev långvarigt. Läsåret 1949/1950 införde vissa svenska kommuner den nioåriga enhetsskolan, med USA som förebild. Den 26 maj 1950 beslutade riksdagen att hela Sverige på sikt skulle införa enhetsskola. Sverige blev därmed första europeiska land att införa nioårig skolplikt. Enhetsskolan var väldigt mycket ett experiment, där olika undervisningssystem testades. Erfarenheten av detta låg till grund för grundskolan, som 1962 började ersätta enhetsskolan. Från läsåret 1972/1973 fanns grundskolan i hela Sverige och därmed avskaffades folkskolan, och det så kallade "parallellskolesystemet" upphörde.

### Tyskland
I Tyskland delades folkskolan (Volksschule) 1968 upp i Grundschule och Hauptschule.